# Al Ittihad FC (Džidda)
Al Ittihad Football Club (arabsky: نادي الاتحاد, Nádí al-Ittiḥád) či Al-Ittihad Jeddah nebo pouze Al-Ittihad je fotbalový klub ze Saúdské Arábie sídlící ve městě Džidda nedaleko Rudého moře. Klub hraje saúdskou nejvyšší fotbalovou ligu Saudi Pro League. Rivalem klubu je Al Hilal. Oficiálně byl založen roku 1929, je to tak nejstarší klub v Saúdské Arábii a jeden z nejoblíbenějších v Asii. Za Al-Ittihad nastupovali například slavný italský hráč a trenér Roberto Donadoni, bývalý brazilský útočník a reprezentant Bebeto nebo mexický reprezentant Jared Borgetti. Klub hraje na stadiónu King Abdullah Sports City Stadium pro 62 000 diváků.

## Úspěchy
- Saúdská liga (10): 1981–82, 1996–97, 1998–99, 1999–2000, 2000–01, 2002–03, 2006–07, 2008–09, 2022/2023, 2024/25
- Liga mistrů AFC (2): 2004, 2005
- Pohár vítězů pohárů AFC (1): 1999
- Arabská liga mistrů (1): 2005
- GCC Champions League (1): 1999